# I.C.U.P.S.
I.C.U.P.S. is een videospel voor diverse platforms. Het spel werd uitgebracht in 1986. 

## Platforms
| Platform     | Jaar |
| ------------ | ---- |
| Commodore 64 | 1986 |
| ZX Spectrum  | 1986 |

## Ontvangst
| Beoordeeld door                | Jaar | Platform     | Score |
| ------------------------------ | ---- | ------------ | ----- |
| Computer Gamer                 | 1986 | Commodore 64 | 60%   |
| ASM (Aktueller Software Markt) | 1986 | Commodore 64 | 58%   |
| ASM (Aktueller Software Markt) | 1986 | ZX Spectrum  | 58%   |